# کوچسار
کوچسار نام یک کوه در محدوده ی شهرستان سنندج در استان کردستان است. این کوه در ۳۰ کیلومتری جنوب غربی شهر سنندج و در دهستان ژاو رود غربی قرار دارد. این کوه ۲۹۴۶ متر ارتفاع دارد.
روستای زیبای شیان که در بهار و تابستان چشم‌اندازهای بدیعی دارد، در خاور این کوه قرار گرفته است. رودخانه‌های دوپردان و چم هشلی از همین کوه سرچشمه می‌گیرند.